# Sivolici guan
Sivolici guan (lat. Penelope superciliaris) vrsta je ptice iz roda Penelope, porodice Cracidae. Živi u suhim područjima sjeveroistočnog Brazila (ekoregije Cerrado i Caatinga), jugoistočnog Brazila, istočnog Paragvaja, te sjeveroistočne Argentine i istočne Bolivije u Pantanalu. Prirodna staništa su joj suptropske i tropske vlažne nizinske šume.
Ima tri podvrste. To su:
- Penelope superciliaris superciliaris - brazilski dio Amazonije
- Penelope superciliaris jacupemba - središnji i južni Brazil i istočna Bolivija
- Penelope superciliaris major - južni Brazil, istočni Paragvaj i sjeveroistok Argentina